# دانتيز بيك
دانتيز بيك (بالإنجليزية: Dante's Peak) هو فيلم كوارث ملحمي ومغامرات تم إنتاجه في سنة 1997، أخرجه روجر دونالدسون وكتبه ليزلى بوهيم وبطولة بيرس بروسنان وليندا هاميلتون وجرانت هيسلوف.

## القصة
يذهب عالم البراكين الدكتور هاري دولتون إلى مدينة صغيرة تدعى دانتيز بيك بعد أن سجلت وحدة الفحص الجيولوجي نشاطًا بركانيًا عند الجبل الذي تقع بالقرب منه، وبعد إجراء فحوصات ووقوع بعض الحوادث يكتشف أن الجبل يشكل خطرًا على سكان المدينة، وأن البركان قد يستيقظ في أي لحظة، يحاول هاري إقناع مجلس المدينة بوضع المدينة في حالة تأهب، ولكن مديره بول دريفوس يرفض ذلك خوفًا من الخسائر الاقتصادية التي ستترتب ذلك لاعتقاده بأن هذه الحوادث طبيعية ولا تعني أن الجبل سينفجر، إلا أن هاري لا ييأس ويستمر في محاولاته لإقناع مديره بخطورة الوضع.

## طاقم التمثيل
- بيرس بروسنان - د. هاري دالتون
- ليندا هاميلتون - راتشيل واندو
- تشارلز هالاهان - بول دريفوس
- إليزاليث هوفمان - روث
- جايمي رينيه سميث - لورين واندو
- جيرمي فولي - جراهام واندو
- جرانت هيسلوف - جريجوري «جريج»
- أرابيلا فيلد - نانسي
- تيز ما - ستان
- بيل بوليندر - شيريف تيرنر
- بيتر جيسون - نورمان جيتس
- جيفري إل وارد - جاك كولينز
- كيرك تروتنير - تيري فيرلونج
- بريان ريدي - ليستر «ليس» ووريل
- سوزي سبير - كارين نارلينتون
- واكر براندت - ماريان
- لي جارلينجتون - د. جين فوكس

## روابط خارجية
- Volcanoes in Historical and Popular Culture "In The Movies" - Dante's Peak نسخة محفوظة 9 نوفمبر 2013 على موقع واي باك مشين. at U.S. Geological Survey website.
- دانتيز بيك على موقع IMDb (الإنجليزية)
- دانتيز بيك على موقع ميتاكريتيك (الإنجليزية)
- دانتيز بيك على موقع روتن توميتوز (الإنجليزية)
- دانتيز بيك على موقع نتفليكس (الإنجليزية)
- دانتيز بيك على موقع قاعدة بيانات الأفلام العربية
- دانتيز بيك على موقع ألو سيني (الفرنسية)
- دانتيز بيك على موقع Turner Classic Movies (الإنجليزية)
- دانتيز بيك على موقع أول موفي (الإنجليزية)
- دانتيز بيك على موقع بوكس أوفيس موجو (الإنجليزية)
- دانتيز بيك على موقع فيلمافينيتي (الإسبانية)